# Васко (Орегон)
Васко (англ. Wasco) — місто (англ. city) в США, в окрузі Шерман штату Орегон. Населення — 417 осіб (2020).

## Географія
Васко розташоване за координатами 45°35′30″ пн. ш. 120°41′51″ зх. д. / 45.59167° пн. ш. 120.69750° зх. д. (45.591666, -120.697494).  За даними Бюро перепису населення США в 2010 році місто мало площу 2,60 км², уся площа — суходіл.

### Клімат
| Клімат : Васко          | Клімат : Васко | Клімат : Васко | Клімат : Васко | Клімат : Васко | Клімат : Васко | Клімат : Васко | Клімат : Васко | Клімат : Васко | Клімат : Васко | Клімат : Васко | Клімат : Васко | Клімат : Васко | Клімат : Васко |
| Показник                | Січ.           | Лют.           | Бер.           | Квіт.          | Трав.          | Черв.          | Лип.           | Серп.          | Вер.           | Жовт.          | Лист.          | Груд.          | Рік            |
| Абсолютний максимум, °C | 17,2           | 21,7           | 26,1           | 32,8           | 37,8           | 40,6           | 45,0           | 40,6           | 38,3           | 30,6           | 24,4           | 18,3           | 45,0           |
| Середній максимум, °C   | 2,8            | 6,3            | 12,1           | 17,0           | 21,3           | 24,9           | 30,2           | 29,4           | 24,4           | 17,8           | 9,0            | 4,7            | 16,7           |
| Середній мінімум, °C    | −4,3           | −2,1           | 0,8            | 3,0            | 6,0            | 9,5            | 12,6           | 12,1           | 8,4            | 4,3            | 0,1            | −2,2           | 4,0            |
| Абсолютний мінімум, °C  | −28,9          | −29,4          | −10            | −7,8           | −11,1          | 0,0            | 0,6            | 2,8            | −3,9           | −11,7          | −14,4          | −33,3          | −33,3          |
| Норма опадів, мм        | 47             | 31             | 25             | 19             | 18             | 16             | 5              | 7              | 14             | 24             | 44             | 47             | 297            |
| Днів з опадами          | 10             | 9              | 8              | 6              | 5              | 4              | 2              | 2              | 4              | 6              | 10             | 10             | 76,0           |
| ----------------------- | -------------- | -------------- | -------------- | -------------- | -------------- | -------------- | -------------- | -------------- | -------------- | -------------- | -------------- | -------------- | -------------- |
| Джерело:                |                |                |                |                |                |                |                |                |                |                |                |                |                |

## Демографія
Згідно з переписом 2010 року, у місті мешкало 410 осіб у 182 домогосподарствах у складі 111 родини. Густота населення становила 157 осіб/км².  Було 208 помешкань (80/км²).
Расовий склад населення:
| - 95,6 % — білих - 0,7 % — корінних американців - 0,5 % — чорних або афроамериканців - 0,2 % — вихідців з тихоокеанських островів - 0,2 % — азіатів - 1,5 % — осіб інших рас |

До двох чи більше рас належало 1,2 %. Частка іспаномовних становила 2,0 % від усіх жителів.
За віковим діапазоном населення розподілялося таким чином: 18,0 % — особи молодші 18 років, 58,1 % — особи у віці 18—64 років, 23,9 % — особи у віці 65 років та старші. Медіана віку мешканця становила 50,2 року. На 100 осіб жіночої статі у місті припадало 106,0 чоловіків;  на 100 жінок у віці від 18 років та старших — 106,1 чоловіків також старших 18 років.
Середній дохід на одне домашнє господарство  становив 45 592 долари США (медіана — 32 813), а середній дохід на одну сім'ю — 56 386 доларів (медіана — 46 875). Медіана доходів становила 38 750 доларів для чоловіків та 41 000 доларів для жінок. За межею бідності перебувало 33,4 % осіб, у тому числі 68,4 % дітей у віці до 18 років та 1,0 % осіб у віці 65 років та старших.
Цивільне працевлаштоване населення становило 158 осіб. Основні галузі зайнятості: сільське господарство, лісництво, риболовля — 19,0 %, освіта, охорона здоров'я та соціальна допомога — 16,5 %, роздрібна торгівля — 11,4 %, мистецтво, розваги та відпочинок — 9,5 %.